# Костыльницкий сельский совет
Костыльницкий сельский совет (укр. Костільницька сільська рада) — входит в состав
Бучачского района
Тернопольской области
Украины.
Административный центр сельского совета находится в 
с. Костыльники.

## История
- 1991 — дата образования.

## Населённые пункты совета
- с. Костыльники